# Dicaelotus gelechiae
Dicaelotus gelechiae är en stekelart som först beskrevs av William Harris Ashmead 1890.  Dicaelotus gelechiae ingår i släktet Dicaelotus och familjen brokparasitsteklar. Inga underarter finns listade i Catalogue of Life.